# Гордон, Джордж, 9-й маркиз Хантли
Джордж Гордон, 9-й маркиз Хантли  (англ. George Gordon, 9th Marquess of Huntly; 28 июня 1761 — 17 июня 1853) — шотландский пэр, именовавшийся лордом Стратэйвоном  с 1761 по 1794 год и известный как граф Эбойн с 1794 по 1836 год.

## Ранняя жизнь
Родился 28 июня 1761 года. Единственный сын Чарльза Гордона, 4-го графа Эбойна (1726—1794), и его первой жены, леди Маргарет Стюарт (? — 1762). Его единственная оставшаяся в живых сестра, леди Маргарет Гордон (1763—1786), вышла замуж за Уильяма Бекфорда. После смерти его матери в августе 1762 года его отец снова женился на леди Мэри Дуглас (1737—1816), дочери Джеймса Дугласа, 14-го графа Мортона. От этого брака у него был младший сводный брат, лорд Дуглас Гордон (1777—1841), который женился на Луизе Лесли. Джордж Гордон получил образование в Итонском колледже.
Его бабушкой и дедушкой по отцовской линии были Джон Гордон, 3-й граф Эбойн (старший сын Чарльза Гордона, 2-го графа Эбойна, и его двоюродная сестра леди Элизабет Лайон, вторая дочь Патрика Лайона, 3-го графа Стратмора и Кингхорна) и Грейс Локхарт (дочь Джорджа Локхарта из Карнвата). По мужской линии его прапрадед Чарльз Гордон, 1-й граф Эбойн, был четвёртым сыном Джорджа Гордона, 2-го маркиза Хантли. Его мать была третьей дочерью Александра Стюарта, 6-го графа Галлоуэя, и его второй жены, леди Кэтрин Кокрейн (третья и младшая дочь Джона Кокрейна, 4-го графа Дандональда). Среди братьев и сестер его матери были Джон Стюарт, 7-й граф Галлоуэй (который женился на леди Шарлотте Мэри Гревилл и Энн Дэшвуд); достопочтенный Джордж Стюарт (лейтенант, погибший в форте Тикондерога во время войны между Францией и Индией); достопочтенный Кейт Стюарт из Глассертона (который женился на Джорджине Изабелле д’Агилар); леди Кэтрин Стюарт (жена Джеймса Мюррея из Бротона); леди Сюзанна Стюарт (жена Гренвиля Левесон-Гоуэра, 1-го маркиза Стаффорда); Леди Харриет Стюарт (жена Арчибальда Гамильтона, 9-го герцога Гамильтона); и леди Шарлотта Стюарт (жена Джона Мюррея, 4-го графа Данмора).

## Карьера
Хантли сыграл в трех первоклассных матчах по крикету между 1787 и 1792 годами, когда его называли лордом Стратэйвоном. Он был членом клуба White Conduit и одним из первых членов крикетного клуба Мэрилебон (MCC) и играл за ранние команды Суррея.
После смерти своего отца в 1794 году он унаследовал титул графа Эбойна в звании пэра Шотландии. 11 августа 1815 года он был назначен бароном Мелдрумом из Морвена в графстве Абердиншир в звании пэра Соединённого королевства. После смерти своего дальнего родственника, Джорджа Дункана Гордона, 5-го герцога Гордона, в 1836 году, он претендовал на титул маркиза Хантли (также в титуле пэра Шотландии), который был признан в 1838 году.
С 1796 по 1806 год он был полковником и шефом 92-го пехотного полка хайлендцев (Гордонские горцы) и, с 1806 по 1820 год был полковник-начальник 42-го королевского полка хайлендцев (Чёрная стража) . Хантли был также полковник Абердинской милиции и служил флигель-адъютантом короля Вильгельма IV с 1830 по 1837 и до королевы Виктории с 1837 по 1853 год.

## Личная жизнь
4 апреля 1791 года Джордж Гордон женился на Кэтрин Коуп (ум. 16 ноября 1832), второй дочери и сонаследнице сэра Чарльза Коупа, 2-го баронета из Брюрна и Кэтрин Бишопп (дочери сэра Сесила Бишоппа, 6-го баронета). После смерти отца её мать снова вышла замуж за Чарльза Дженкинсона, 1-го графа Ливерпуля. У супругов было девять детей:
- Чарльз Гордон, 10-й маркиз Хантли (4 января 1792 — 18 сентября 1863), который женился на леди Элизабет Генриетте Конингем, старшей дочери Генри Конингема, 1-го маркиза Конингема, в 1826 году. После её смерти в августе 1839 года он женился на Марии Антуанетте Пегус, единственной оставшейся в живых дочери преподобного Уильяма Питера Пегуса и бывшей Шарлотты Сюзанны Лейард (дочери преподобного Чарльза Лейарда, декана Бристольского университета) в 1844 году[13].
- Леди Кэтрин Сьюзен Гордон (22 декабря 1792 — 14 декабря 1866), которая в 1814 году вышла замуж за Чарльза Кавендиша, 1-го барона Чешема[13]
- Преподобный лорд Джордж Гордон (27 января 1794 — 25 сентября 1862), ректор Честертона, в 1851 году женившийся на Шарлотте Энн Воган, дочери полковника Томаса Райт Вогана[13]
- Леди Шарлотта София Гордон (1796—1876), которая не вышла замуж[13].
- Леди Мэри Гордон (1797 — 13 января 1825), муж с 1822 года Фредерик Чарльз Уильям Сеймур, сын лорда Хью Сеймура[13].
- Лорд Джон Фредерик Гордон-Халлибертон (15 августа 1799 — 29 сентября 1878), адмирал британского военно-морского флота, в 1836 году женившийся на леди Августе (урожденной Фицкларенс) Кеннеди-Эрскин, вдове достопочтенного Джона Кеннеди-Эрскина (второго сына Арчибальда Кеннеди, 1-го маркиза Эйлса), сестре Джорджа Фицкларенса, 1-го графа Мюнстера, четвёртой дочери короля Вильгельма IV и его любовницы Доротеи Джордан[13].
- Лорд Генри Гордон (31 августа 1802 — 28 августа 1865), майор милиции Ост-Индской компании в Бенгалии. Он женился на Луизе Пейн в 1827 году[13].
- Лорд Сесил Джеймс Гордон-Мур (23 февраля 1806 — 15 января 1878), который в 1841 году женился на Эмили Мур, дочери Мориса Кросби Мура из Мурсфорта[13].
- Лорд Фрэнсис Артур Гордон (20 января 1808 — 26 июня 1857), подполковник, в 1835 году женился на Изабель Грант, дочери генерал-лейтенанта сэра Уильяма Кира Гранта[13].

Леди Хантли умерла 16 ноября 1832 года, а лорд Хантли скончался 17 июня 1853 года.

## Титулатура
- 9-й маркиз Хантли с 28 мая 1836 (Пэрство Шотландии)
- 14-й граф Хантли с 28 мая 1836 (Пэрство Шотландии)
- 9-й граф Энзи с 28 мая 1836 (Пэрство Шотландии)
- 9-й лорд Гордон из Баденоха с 28 мая 1836 (Пэрство Шотландии)
- 5-й граф Эбойн с 28 декабря 1794 (Пэрство Шотландии)
- 5-й лорд Гордон Гордона из Стратэйвона и Гленливета с 28 декабря 1794 (Пэрство Шотландии)
- 1-й барон Мелдрум из Морвена с 11 августа 1815 (Пэрство Соединённого королевства).